# Mydlná
Mydlná (též Mydlný) je zřícenina tvrze na mírně vyvýšeném břehu nově obnoveného rybníka v přírodním parku Kamínky necelých 1,5 kilometru jižně od obce Nevid v okrese Rokycany. Katastrálně lokalita přísluší k obci Kornatice.

## Historie
Prvními zmiňovanými majiteli jsou Bohuslav a Protiva z Mydlné v roce 1397. V roce 1437 ji prodal Kuneš z Hlohova Rackovi z Kvíčovic a ten jí v roce 1442 prodal Janovi z Rakové. Jan za statek zaplatil jen polovinu ceny, kterou platil Racek z Kvíčovic, a proto se předpokládá, že vesnice u tvrze byla pustá. V roce 1474, když jí Jan z Rakové spolu s dalším zbožím prodával panu Bozděchovi ze Šťáhlav, je v Mydlné zmiňován pustý poplužní dvůr i vesnice. V roce 1488 je zmiňován dvůr pustý v Mydlné a v dalších pramenech již jen pustá ves Mydlná. Vesnice tedy zanikla před polovinou patnáctého století a tvrz nejpozději v době válek za vlády krále Jiřího z Poděbrad.
Po požáru na zbytcích tvrze pracoval pouze zub času, neboť vesničané z okolí považovali zbytky tvrze za zbytky kostela (dodnes o tom svědčí pomístní název U kostelíka), a tak zde netěžili stavební kámen, aby se nedopustili svatokrádeže. Důsledkem toho jsou zbytky tvrze v poměrně dobrém stavu.

## Stavby
Tvrz měla lichoběžníkový půdorys na jeho východním okraji se nalézají pravděpodobně zbytky paláce postaveného z lomového kamene. Trosky budovy měří 6 × 10 metrů a na její jižní straně byly nalezeny pozůstatky portálu. V severozápadním rohu lichoběžníku se nalézá mohutná kupa vypálené mazanice s patrnými zbytky kamenné podezdívky po obvodu, pravděpodobně zbytky věže. V terénu jsou patrné i pozůstatky obvodové hradby.